# Text formatat
Textul formatat, textul stilizat sau textul îmbogățit, spre deosebire de textul simplu, conține informații de stil care depășesc minimul elementelor semantice: culori, stiluri (aldin, italic), dimensiuni și caracteristici speciale în HTML (cum ar fi hyperlink-uri). 

## Terminologie
Textul formatat nu poate fi identificat în mod corect cu fișiere binare sau distinct de textul ASCII. Acest lucru se datorează faptului că textul formatat nu este neapărat binar, poate fi doar text, cum ar fi HTML, RTF sau fișiere text îmbogățit, și poate fi doar ASCII. În schimb, un fișier text simplu poate fi non-ASCII (fiind salvat într-o altă codificare, cum ar fi Unicode UTF-8).    Textul formatat care conține doar text este arhivat prin marcare, cu toate că unele programe care editează text formatat precum Microsoft Word îl salvează într-un format binar. 

## Începuturile textului formatat
Textul formatat își are începuturile în utilizarea de dinainte de calculatoare a sublinierii pentru a evidenția pasaje din manuscrise. În primele sisteme timpurii interactive de tehnologie computerizată, sublinierea nu a fost posibilă, iar utilizatorii au compensat această lipsă (și lipsa de formatare din ASCII) folosind anumite simboluri ca înlocuitori. Accentul, de exemplu, ar putea fi obținut în ASCII în mai multe moduri: 
- Capitalizare: Eu NU am aflat despre asta.
- Înconjurând cu sublinieri: Eu _nu_ am aflat despre asta.
- Înconjurând cu asteriscuri: Eu *nu* am aflat despre asta.
- Prin spațiere: Eu n u am aflat despre asta.

Înconjurarea cu sublinieri era folosită și pentru a marca titluri de cărți: Căutați mai multe în _Limbajul_de_programare_C_.

## Limbaje de marcare
Formatarea poate fi marcată prin etichete distincte de textul corpului prin caractere speciale, cum ar fi paranteze unghiulare în HTML. De exemplu, acest text: 
Denumirea latinească a câinelui este Canis lupus familiaris, folosită în taxonomie.

este marcat în HTML astfel: 
```
<
p
>
Denumirea latinească a câinelui este 
<
i
>
Canis lupus familiaris
</
i
>
, folosită în taxonomie.
</
p
>

```

 Textul cu caractere italice este închis cu o etichetă italică de deschidere și una de închidere. În LaTeX, textul va fi marcat astfel: 
```
Denumirea latinească a câinelui este 
\textit
{
Canis lupus familiaris
}
, folosită în taxonomie.

```

 Majoritatea limbajelor de marcare pot fi editate cu orice editor de text, fără a avea nevoie de software special. Multe limbi de marcare pot fi, de asemenea, editate cu software special conceput pentru a automatiza unele funcții sau pentru a prezenta ieșirea în format WYSIWYG . 

## Fișiere document formatate
De la invenția MacWrite, primul procesor de texte WYSIWYG, în care tipograful codează formatarea vizual, mai degrabă decât prin introducerea de marcare textuală, procesoarele de text au avut tendința de a salva în fișiere binare. Deschiderea unor astfel de fișiere cu un editor de text relevă textul înfrumusețat cu diverse caractere binare, fie în jurul zonelor formatate (de exemplu, în WordPerfect), fie separat, la începutul sau la sfârșitul fișierului (de exemplu, în Microsoft Word). 
Documentele text formatate în fișiere binare prezintă, de asemenea, dezavantaje. În timp ce gradul de formatare este marcat cu precizie prin limbile de marcare, formatarea WYSIWYG se bazează pe memorie, adică, de exemplu, prin păstrarea butonului pentru caractere aldine apăsat până la terminarea pasajului de text. Acest lucru poate duce la erori de formatare și probleme de întreținere. De asemenea, formatele de fișiere de documente text formatate tind să fie proprietare și nedocumentate, ceea ce duce la dificultăți în compatibilitatea codificării de către terți și, de asemenea, la actualizări inutile din cauza modificărilor versiunii. 
WordStar a fost un procesor de texte popular care nu a folosit fișiere binare cu caractere ascunse. 
OpenOffice.org Writer salvează fișierele în format XML. Cu toate acestea, fișierul rezultat este unul binar, deoarece este comprimat. 
PDF este un alt format de fișier text formatat, care este de obicei binar (folosind compresia pentru text și stocarea de grafice și fonturi în mod binar). Este, în general, un format pentru utilizatorii finali, scris dintr-o aplicație precum Microsoft Word sau OpenOffice.org Writer, și nu poate fi modificat de către utilizator odată finalizat. 